# Енхитреї
Енхитреї (лат. Enchytraeus) — рід кільчастих червів, який включає в себе близько 40 видів. Для всіх видів в цілому, а не лише до виду Enchytraeus albidus, часто застосовують також термін «білі черви».
Деякі види наземні, деякі напівводні, а деякі — морські, тому можуть бути знайдені в солонуватій воді або на пляжах. У деяких видів відсутні статеві органи тому розмноження відбувається шляхом фрагментації, зокрема, вид E. fragmentosus, який отримав свою назву від цієї характеристики.
В основному енхитреї мають довжину до 35 мм, але в культурі досягають до 45 мм довжини і зазвичай живуть клубками у вологому багатому органічними речовинами ґрунті. Можуть культивуватися в домашніх умовах і служать кормом для багатьох видів акваріумних риб.

## Види
Види включають в себе:

- Enchytraeus albidus — Білий черв'як. Цей вид часто розводиться і використовується як живий корм для акваріумних рибок.
- Enchytraeus buchholzi — Гриндаль. Цей вид був названий на честь шведського розводчика риб, який вперше почав використовувати цих черв'яків для годування риб.
- Enchytraeus capitatus
- Enchytraeus citrinus
- Enchytraeus fragmentosus
- Enchytraeus japonensis
- Enchytraeus kincaidi
- Enchytraeus lacteus
- Enchytraeus liefdeensis
- Enchytraeus minutus
- Enchytraeus multiannulatoides
- Enchytraeus multiannulatus
- Enchytraeus rupus
- Enchytraeus saxicola
- Enchytraeus variatus